# Phyllia liburnaria
Phyllia liburnaria är en fjärilsart som beskrevs av Achille Guenée 1858. Phyllia liburnaria ingår i släktet Phyllia och familjen mätare. Inga underarter finns listade i Catalogue of Life.